# سویرمتوو
سویرمتوو (انگلیسی: Suyermetovo) یک شهرک در شهرستان یرمکیفسکی استان باشقیرستان کشور روسیه است.